# 1570 en musique classique
| \| • Retour à la chronologie générale de la musique classique • \| |
| Grèce • Rome • Haut Moyen Âge • VIIIe siècle • IXe siècle • Xe siècle • XIe siècle XIIe siècle • XIIIe siècle • XIVe siècle • XVe siècle • XVIe siècle • XVIIe siècle XVIIIe siècle • XIXe siècle • XXe siècle • XXIe siècle |
| • Retour à la chronologie générale de la musique classique • |

| Années en musique classique : 1567 - 1568 - 1569 - 1570 - 1571 - 1572 - 1573    |
| Décennies en musique classique : 1540 - 1550 - 1560 - 1570 - 1580 - 1590 - 1600 |

## Événements
- Musique de Guillaume Costeley, recueil de chansons.

## Naissances

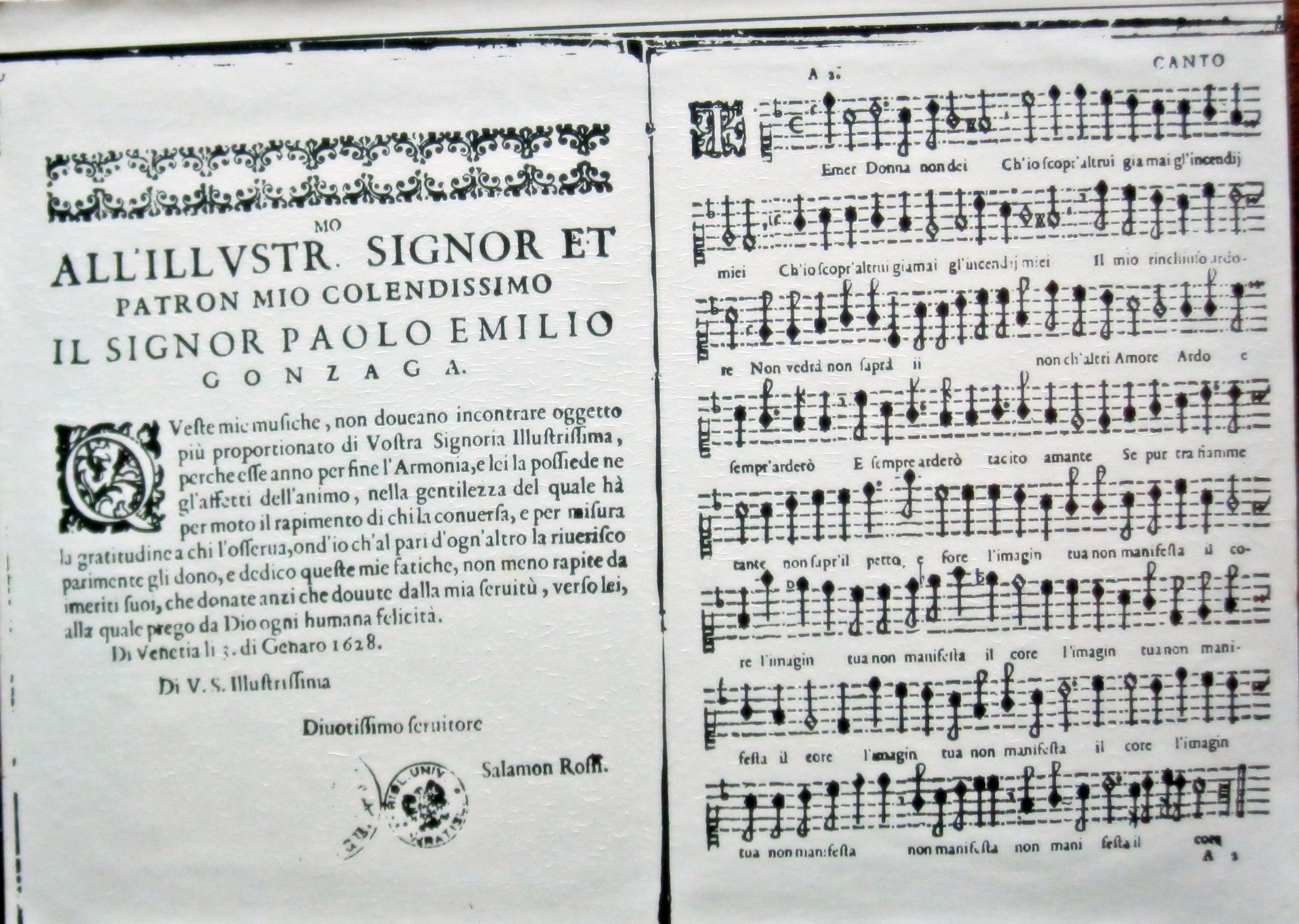
Ouverture des Madrigaux de Rossi

- 18 juin : Joan Pau Pujol, compositeur et organiste espagnol († 17 mai 1626).

Date indéterminée :
- Thomas Bateson, compositeur anglais († 1630).
- William Tisdale, compositeur appartenant à l'école des virginalistes anglais.

Vers 1570 :
- Coperario, compositeur, violiste et luthiste anglais († 1626).
- Ignazio Donati, compositeur italien († 21 janvier 1638).
- Achille Falcone, compositeur italien († 9 novembre 1600).
- Pierre Guédron, compositeur français († 1620).
- Enrico Radesca, compositeur et organiste italien († 1625).
- Salomone Rossi, violoniste et compositeur italien († vers 1630).

## Décès
- 25 mars : Johann Walther, compositeur allemand (° 1496).
- septembre : Jean de Bonmarché, compositeur franco-flamand (° vers 1520).
- 27 décembre : Luis Venegas de Henestrosa, compositeur espagnol (° vers 1510).

Vers 1570 :
- Tielman Susato, musicien, compositeur, imprimeur et éditeur de musique franco-flamand (° vers 1510-1515).

Après 1570 :
- Filippo Azzaiolo, compositeur italien (° entre 1530 et 1540).